# Entrena
Entrena är en ort och kommun i den autonoma regionen La Rioja i norra Spanien. Orten ligger cirka 11,5 kilometer sydväst om Logroño. Kommunen har 1 635 invånare (2024), på en yta av 21,03 km².